# Parmaturus albimarginatus
Parmaturus albimarginatus — акула з роду Parmaturus родини Котячі акули. Інші назви «білоплавцева котяча акула-парматурус», «білокінцевий парматурус». Натепер є недостатньо дослідженою акулою.

## Опис
На сьогодні відома лише за голотипом, що становив 57,7 см завдовжки. Голова середніх розмірів. Морда коротка. Очі помірного розміру, овальні, з мигальною перетинкою. За ними розташовані невеличкі бризкальця. Ніздрі мають носові клапани. Губні борозни короткі, майже однакові на верхній та нижній губі. Рот помірно широкий. Зуби сильно подовжені. На кожній щелепі розташовано по 92 робочих зуба. У них 5 пар зябрових щілин. Тулуб м'який, в'ялий. Луска великі і пласка зі слабко кальцинованими зубчиками. Осьовий скелет складається зі 136 хребців. Має 2 спинних плавцях, з яких зазвичай задній більше за передній. Ширина переднього спинного плавця становить 8,7% довжини усього тіла, ширина заднього —10,4%. Передній розташовано трохи позаду черевних плавців, задній — навпроти кінця анального плавця. Основи грудних і черевних плавця складають 24,8% довжини акули. Хвостовий плавець витягнутий, гетероцеркальний, хвостове стебло зверху й знизу наділено гребенями, що вкриті великою лускою-щитками.
Забарвлення однотонне — світло-коричневе. Задні краї спинних, анального та хвостового плавців мають білу облямівку. Звідси походять інші назви цієї акули.

## Спосіб життя
Тримається на глибинах 590–732 м. Полює біля дна, є бентофагом. Живиться ракоподібними, головоногими молюсками, морськими черв'яками, а також дрібною костистою рибою.
Це яйцекладна акула. Процес парування і розмноження цієї акули ще достеменно невідомий.

## Розповсюдження
Мешкає біля північного узбережжя о. Нова Каледонія.